# Joachim Garraud

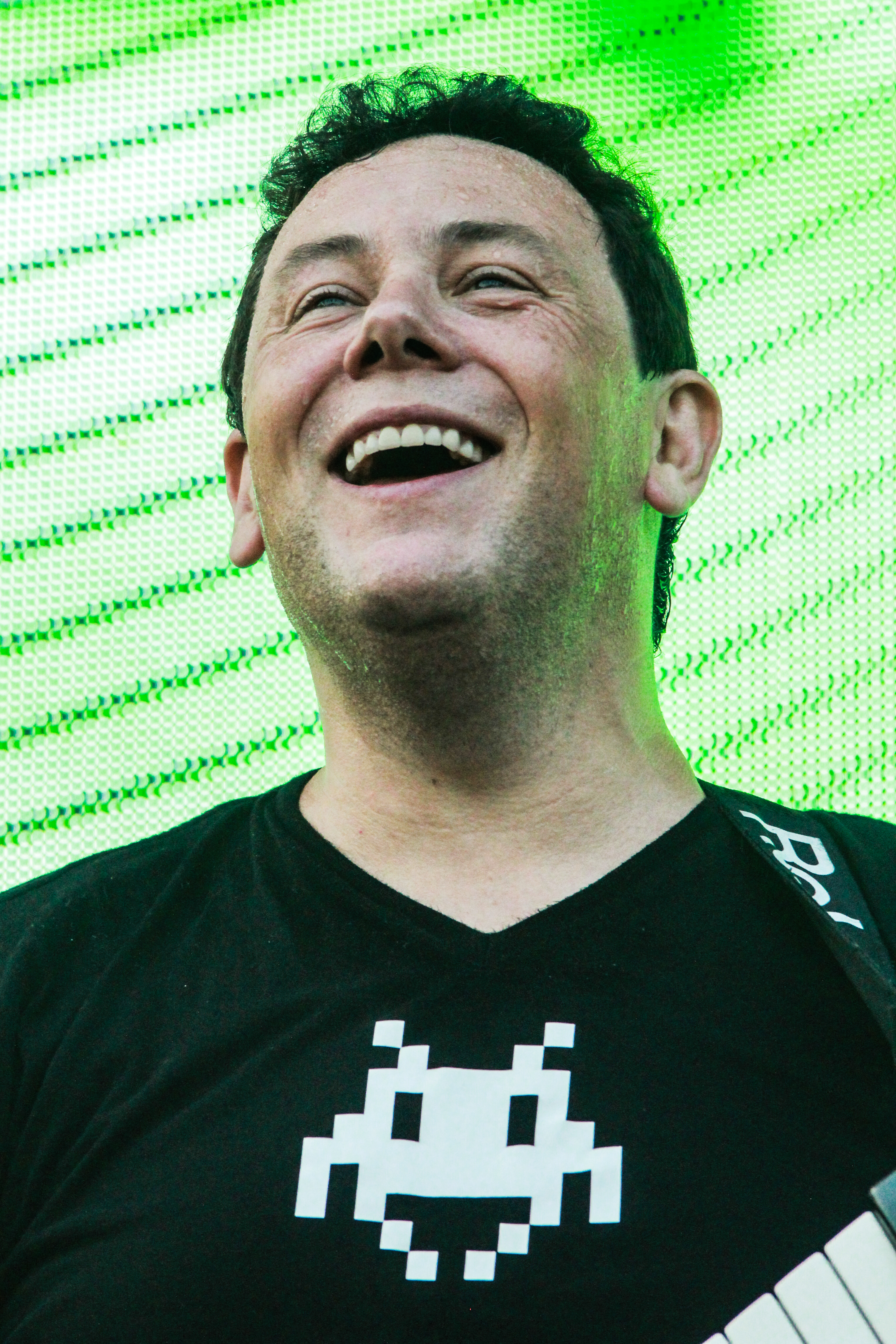
Joachim Garraud (2013).

Joachim Garraud (Nantes, 27 september 1968) is een Franse dj en producer. 
Hij studeerde 7 jaar piano en percussie aan het conservatorium in Parijs. Na zijn studie richtte Garraud zich op de elektronische muziek.
Garraud heeft zijn eigen studio in het centrum van Parijs. Hij staat bekend om zijn 'Space Invaders' T-shirts en masker.
Zijn doorbraak kwam er wanneer hij een samenwerking aanging met David Guetta, een andere house/electro dj uit Parijs. In 2000 startten ze samen een eigen platenfirma , 'Gumprod'. In 2007 maakten ze samen 'Love is Gone', een wereldhit die wereldwijd in de grootste discotheken werd gedraaid. 
Garraud staat vooral bekend om zijn remixen van andere artiesten. Hij reist al jaren de wereld rond als succesvolle dj.